# Walter Christfreund
Walter Ludwig Adam Christfreund (* 7. August 1917 in Neuwied; † 11. Dezember 1994 in Dresden) war ein deutscher Ingenieur und Professor für Verkehrsbauwesen.

## Leben
Nach der 1937 am Wilhelm-Ernst-Gymnasium in Weimar bestandenen Hochschulreife studierte Christfreund an Bauschulen in Erfurt und Mainz, 1939 legte er in Mainz die Ingenieursprüfung ab. 1939 und 1940 war er bei der Sächsisch-Thüringischen Straßenbaugesellschaft berufstätig. Er wurde in den Kriegsdienst eingezogen und während des Zweiten Weltkriegs bei den Kämpfen um Stalingrad verwundet.
Ein 1946 begonnenes Studium des Bauingenieurwesens schloss Christfreund 1950 an der Technischen Universität Dresden mit dem Diplom ab und war hernach an der Hochschule als wissenschaftlicher Assistent sowie von 1952 bis 1956 als Oberassistent am Institut für Stadtbauwesen und Straßenbau tätig. 1953 wurde an der Technischen Universität Dresden seine Doktorarbeit zum Thema „Die Straßenkrümme“ angenommen. Ab 1956 war Christfreund in Dresden Dozent für Verkehrsbau, hatte gleichzeitig an der Hochschule für Architektur und Bauwesen in Weimar eine Professorenstelle inne und führte an der Cottbuser Hochschule für Bauwesen einen Lehrauftrag aus.
Nach der 1959 an der Technischen Universität Dresden abgeschlossenen Habilitation wurde er im selben Jahr am in Dresden eingerichteten Lehrstuhl für Verkehrsbauwesen Professor mit Lehrauftrag und übernahm das Amt des Direktors des Instituts für Stadtbauwesen und Straßenbau. Zwischen 1969 und 1979 war Christfreund ordentlicher Professor für Verkehrsbauwesen an der Technischen Universität Dresden. Christfreund veröffentlichte unter anderem Arbeiten in den Themenfeldern Straßenverkehr in städtischen Bereichen und Verkehr als Bestandteil der Umweltgestaltung.
Christfreund war Tennisspieler und -funktionär. In Tenniskreisen trug er den Spitznamen „Onkel“. In den 1950er Jahren spielte er für die SG Bühlau und war 1961 am Übergang der Tennissektion des Vereins aus dem Dresdner Stadtteil Bühlau in jene der HSG Technische Universität Dresden beteiligt. Christfreund übernahm 1961 das Amt des Vorsitzenden der HSG-Tennissektion, hatte dieses bis 1962 sowie später im Jahr 1968 und von 1970 bis 1973 inne.